# Virtus Eirene Ragusa 2016-2017
Questa voce raccoglie le informazioni riguardanti la Virtus Eirene Ragusa nelle competizioni ufficiali della stagione 2016-2017.

## Stagione
La stagione 2016-2017 è la quarta che la squadra, sponsorizzata Passalacqua, disputa in Serie A1. La squadra partecipa per la prima volta all'EuroCup. La presentazione ufficiale della squadra è avvenuta il 15 settembre 2016.
La prima competizione è la Supercoppa disputata con le campioni d'Italia della Famila Schio: gara equilibrata, decisa all'ultimo secondo a favore delle scledensi.
Dopo la final four di Coppa Italia viene esonerato Gianni Lambruschi, a cui subentra il vice Gianni Recupido

## Verdetti stagionali
Competizioni nazionali
- Serie A1: (28 partite)

stagione regolare: 5º posto su 12 squadre (15-7);
play-off: semifinale persa contro Schio (1-3).
- Coppa Italia: (3 partite)

Final four: semifinale persa contro Lucca.
- Supercoppa italiana: (1 partita)

gara persa il 25 settembre 2016 con Schio (66-67).
Competizioni europee
- EuroCup: (10 partite)

stagione regolare: 1º posto su 4 squadre nel gruppo E (5-1);
sconfitta agli ottavi di finale dal Galatasaray (0-2).

## Organigramma societario
Area dirigenziale
- Presidente: Gianstefano Passalacqua
- Vicepresidente: Davide Passalacqua
- General Manager: Giovanni Criscione
- Segretario: Giovanni Carbone
- Responsabile Amministrativo: Raffaele Carnemolla
- Responsabile Logistica: Enzo Criscione
- Responsabili informatica: Luca Cascone e Salvatore Firrito
- Addetto stampa: Michele Farinaccio
- Responsabile Settore Giovanile: Emanuele Antoci e Gianni Recupido

Area Tecnica
- Vice Allenatore: Gianni Recupido (fino al 28 febbraio 2017)
- Addetto al servizio statistiche: Simone Trapani
- Preparatore atletico: Paolo Modica
- Fisioterapista: Carlo Schembari
- Medico sociale: Emanuele Bocchieri
- Addetto arbitri: Maurizio Vincenzi

## Roster
| Passalacqua Ragusa | Passalacqua Ragusa |
| Giocatrici         | Staff tecnico      |
| ------------------ | ------------------ |

| 2  | Stati Uniti (bandiera)                 | G  | Erlana Larkins     | 1986 | 185 cm |  |  |
| 3  | Spagna (bandiera)                      | C  | Laura Nicholls     | 1989 | 189 cm |  |  |
| 4  | Italia (bandiera)                      | PG | Chiara Consolini   | 1988 | 182 cm |  |  |
| 5  | Italia (bandiera)                      | P  | Gaia Gorini        | 1992 | 178 cm |  |  |
| 6  | Italia (bandiera)                      | A  | Lia Valerio (C)    | 1987 | 181 cm |  |  |
| 7  | Italia (bandiera)                      |    | Sharon Baglieri    | 2000 |        |  |  |
| 8  | Italia (bandiera)                      | G  | Laura Spreafico    | 1991 | 181 cm |  |  |
| 9  | Italia (bandiera)                      | AC | Alessandra Formica | 1993 | 189 cm |  |  |
| 12 | Italia (bandiera)                      | AC | Giorgia Rimi       | 2000 | 185 cm |  |  |
| 13 | Italia (bandiera)                      | G  | Benedetta Bagnara  | 1987 | 178 cm |  |  |
| 15 | Italia (bandiera)                      | AC | Federica Brunetti  | 1988 | 184 cm |  |  |
| 23 | Italia (bandiera)                      | P  | Giulia Bongiorno   | 2000 | 175 cm |  |  |
| 35 | Belgio (bandiera)                      | P  | Julie Vanloo       | 1993 | 172 cm |  |  |
| 45 | Senegal (bandiera) · Spagna (bandiera) | C  | Astou Ndour        | 1994 | 198 cm |  |  |

| Allenatore                                                                    |
| - Gianni Lambruschi (fino al 28 febbraio) - Gianni Recupido (dal 1º marzo)    |
| Assistente/i                                                                  |
| - Maurizio Ferrara Legenda - (C) Capitano Roster Aggiornato al: 1º marzo 2017 |

## Mercato

### Sessione Estiva
Riconfermata per il sesto anno consecutivo il neo capitano Lia Rebecca Valerio, la playmaker Gaia Gorini e la guardia Chiara Consolini; inoltre sono stati effettuati i seguenti trasferimenti:
| Acquisti | Acquisti           | Acquisti       | Acquisti   |
| R.       | Nome               | da             | Modalità   |
| -------- | ------------------ | -------------- | ---------- |
| CG       | Laura Nicholls     | Wisła Cracovia | definitivo |
| G        | Laura Spreafico    | Basket Parma   | definitivo |
| AC       | Alessandra Formica | Reyer Venezia  | definitivo |
| G        | Benedetta Bagnara  | Reyer Venezia  | definitivo |
| AC       | Federica Brunetti  | Magika         | definitivo |
| P        | Julie Anita Vanloo | Lulea BBK      | definitivo |
| C        | Astou Ndour        | Avenida        | definitivo |

| Cessioni | Cessioni           | Cessioni            | Cessioni       |
| R.       | Nome               | a                   | Modalità       |
| -------- | ------------------ | ------------------- | -------------- |
| A        | Maja Erkič         | Atomeromu Szekszard | fine contratto |
| A        | Monique Ngo Ndjock | Le Mura Lucca       | fine contratto |
| P        | Débora González    | Dike Napoli         | fine contratto |
| AC       | Jenifer Nadalin    | -                   | fine contratto |
| AC       | Camille Little     | -                   | fine contratto |
| AC       | Rebekkah Brunson   | -                   | fine contratto |
| A        | Milica Mićović     | Reyer Venezia       | fine contratto |

### Sessione invernale
| Acquisti | Acquisti       | Acquisti      | Acquisti   |
| R.       | Nome           | da            | Modalità   |
| -------- | -------------- | ------------- | ---------- |
| G        | Erlana Larkins | Indiana Fever | definitivo |

| Cessioni | Cessioni | Cessioni | Cessioni |
| R.       | Nome     | a        | Modalità |
| -------- | -------- | -------- | -------- |

## Risultati

### Serie A1

#### Play-off

##### Quarti di finale
| Arbitri: | Alex D'Amato (Roma) Andrea Longobucco (Marino) Daniela Bellamio (Latina) |

|             |          |            |
| Šulčiūtė 25 | Punti    | 25 Larkins |
| Gianolla 8  | Assist   | 5 Vanloo   |
| Šulčiūtė 8  | Rimbalzi | 8 Larkins  |

| Arbitri: | Alessio Dionisi (Fabriano) William Raimondo (Brescia) Giulia Sartori (Venezia) |

|                     |          |                     |
| Ndour 17            | Punti    | 15 Bailey, Šulčiūtė |
| Consolini, Gorini 3 | Assist   | 4 Bailey, Šulčiūtė  |
| Gorini, Nicholls 7  | Rimbalzi | 10 Bailey           |

##### Semifinale
| Arbitri: | Chiara Maschietto (Treviso) Gianluca Gagliardi (Napoli) Giacomo Dori (Mirano) |

|             |          |                  |
| Yacoubou 19 | Punti    | 14 Gorini, Ndour |
| Macchi 4    | Assist   | 4 Vanloo         |
| Yacoubou 9  | Rimbalzi | 6 Larkins, Ndour |

| Arbitri: | Francesco Terranova (Ferrara) Stefano Wassermann (Maniago) Valentina Del Monaco (San Felice a Cancello) |

|             |          |             |
| Anderson 23 | Punti    | 19 Ndour    |
| Martínez 4  | Assist   | 9 Consolini |
| Yacoubou 10 | Rimbalzi | 11 Larkins  |

| Arbitri: | Giulio Pepponi (Assisi) Daniele Caruso (Roma) Angela Castiglione (Palermo) |

|              |          |                                 |
| Consolini 21 | Punti    | 19 Anderson 18 Yacoubou         |
| Vanloo 5     | Assist   | 4 Macchi, Martínez, Zandalasini |
| Larkins 11   | Rimbalzi | 7 Yacoubou                      |

| Arbitri: | Calogero Cappello (Agrigento) Corrado Triffiletti (Messina) Giulia Sartori (Venezia) |

|            |          |                          |
| Larkins 16 | Punti    | 13 Macchi 12 Zandalasini |
| Larkins 3  | Assist   | 4 Martínez               |
| Larkins 16 | Rimbalzi | 10 Yacoubou              |

### Coppa Italia

#### Primo turno
| Arbitri: | Calogero Cappello (Agrigento) Corrado Triffiletti (Messina) Michele Capurro (Reggio Calabria) |

|                  |          |                       |
| Ndour 23         | Punti    | 16 McIntyre           |
| Gorini, Vanloo 3 | Assist   | 3 Bocchetti, Striulli |
| Ndour 9          | Rimbalzi | 8 McIntyre            |

#### Secondo turno
| Arbitri: | Gianluca Capotorto (Bari) Michele Centonza (Grottammare) Diletta Bandinelli (Siena) |

|             |          |            |
| Šulčiūtė 19 | Punti    | 16 Gorini  |
| Bailey 4    | Assist   | 4 Vanloo   |
| Šulčiūtė 10 | Rimbalzi | 20 Larkins |

#### Final four

##### Semifinale
| Arbitri: | Marco Vita (Ancona) Daniela Bellamio (Latina) Giulia Sartori (Venezia) |

|                    |          |                  |
| Harmon 16          | Punti    | 9 Gorini         |
| Harmon 5           | Assist   | 4 Gorini, Vanloo |
| Harmon, Pedersen 9 | Rimbalzi | 8 Larkins        |

### EuroCup (Eurocoppa)

#### Regular season: Gruppo E
|    | Squadra            | Pt. | G | V | P | PF  | PS  | diff |
| -- | ------------------ | --- | - | - | - | --- | --- | ---- |
| 1. | Passalacqua Ragusa | 11  | 6 | 5 | 1 | 363 | 300 | +63  |
| 2. | ČEZ Nymburk        | 10  | 6 | 4 | 2 | 364 | 329 | +35  |
| 3. | Nantes Rezé        | 9   | 6 | 3 | 3 | 373 | 364 | +9   |
| 4. | Belfius Namur      | 6   | 6 | 0 | 6 | 298 | 405 | -107 |

| Arbitri: | Tomas Jasevicius Paulo Marques Ventsislav Velikov |

|                          |          |             |
| Hendrickx, Rozenberga 11 | Punti    | 18 Vanloo   |
| Hendrickx 4              | Assist   | 3 Vanloo    |
| Hendrickx 12             | Rimbalzi | 10 Nicholls |

| Arbitri: | Bernard Vassallo Sebastien Clivaz Serkan Emlek |

|           |          |            |
| Vanloo 18 | Punti    | 12 Plouffe |
| Vanloo 4  | Assist   | 6 Thorburn |
| Ndour 13  | Rimbalzi | 8 Thorburn |

| Arbitri: | Aytug Ekti Alexander Eger Alin Faur |

|          |          |             |
| Ndour 21 | Punti    | 11 Ursu     |
| Vanloo 8 | Assist   | 7 Bartáková |
| Ndour 11 | Rimbalzi | 7 Udodenko  |

| Arbitri: | Luis Lopes Antonis Demetriou Konstantin Simonow |

|              |          |                 |
| Consolini 18 | Punti    | 17 Rozenberga   |
| Gorini 3     | Assist   | 4 Ballau, Gomez |
| Nicholls 7   | Rimbalzi | 8 Gomez         |

| Arbitri: | Rune Ressel Larsen Ilona Kucerova Gavin Williams |

|                       |          |             |
| Skuballa 13           | Punti    | 15 Vanloo   |
| Plouffe, Skuballa 3   | Assist   | 5 Consolini |
| Skuballa, Thorburn 10 | Rimbalzi | 9 Ndour     |

| Arbitri: | Branislav Mrdak Csaba Cziffra Aliaksandr Syrytsa |

|              |          |          |
| Bartáková 12 | Punti    | 27 Ndour |
| Hunkova 4    | Assist   | 4 Vanloo |
| Pavel 9      | Rimbalzi | 10 Ndour |

#### Sedicesimi di finale
| Arbitri: | Fabiana Martinescu-Badalan Elena Chernova Alexander Eger |

|                        |          |                         |
| Khomenchuk 11 Pavel 10 | Punti    | 15 Larkins 14 Spreafico |
| Bartáková, Huňková 3   | Assist   | 3 Gorini                |
| Khomenchuk 12          | Rimbalzi | 7 Gorini, Nicholls      |

| Arbitri: | Charalampos Karakatsounis Serkan Emlek Igor Poljansek |

|                       |          |                      |
| Consolini 18 Ndour 17 | Punti    | 12 Khomenchuk, Pavel |
| Vanloo 3              | Assist   | 4 Bartáková          |
| Ndour, Nicholls 12    | Rimbalzi | 9 Khomenchuk         |

#### Ottavi di finale
| Arbitri: | Tomislav Vovk Gellert Kapitany Uros Nikolic |

|                            |          |                                  |
| Vanloo 16 Gorini, Ndour 15 | Punti    | 16 Jefferson                     |
| Larkins 6                  | Assist   | 7 Alben                          |
| Ndour 10                   | Rimbalzi | 7 Gomes Da Silva, Papova, Vītola |

| Arbitri: | Goran Sljivic Jelena Smiljanic Evgeny Vetrov |

|                       |          |                      |
| Jefferson 24 Alben 14 | Punti    | 19 Larkins 17 Ndour  |
| Alben, Jefferson 6    | Assist   | 5 Consolini, Larkins |
| Vītola 10             | Rimbalzi | 18 Larkins           |

### Supercoppa italiana

#### Finale
| Arbitri: | Chiara Maschietto (Treviso) Salvatore Nuara (Genova) Mattia Eugenio Martellosio (Milano) |

|             |          |                    |
| Yacoubou 18 | Punti    | 13 Nicholls        |
| Anderson 6  | Assist   | 3 Nicholls, Gorini |
| Yacoubou 16 | Rimbalzi | 7 Nicholls         |

## Statistiche

### Statistiche di squadra
| Competizione        | Punti | In casa | In casa | In casa | In casa | In casa | In trasferta | In trasferta | In trasferta | In trasferta | In trasferta | Totale | Totale | Totale | Totale | Totale | Totale |
| Competizione        | Punti | G       | V       | P       | Ptf     | Pts     | G            | V            | P            | Ptf          | Pts          | G      | V      | P      | Ptf    | Pts    | Diff.  |
| ------------------- | ----- | ------- | ------- | ------- | ------- | ------- | ------------ | ------------ | ------------ | ------------ | ------------ | ------ | ------ | ------ | ------ | ------ | ------ |
| Serie A1            | 30    | 10      | 8       | 2       | 690     | 575     | 12           | 7            | 5            | 717          | 704          | 22     | 15     | 7      | 1407   | 1279   | +128   |
| Play-off            |       | 3       | 1       | 2       | 176     | 195     | 3            | 2            | 1            | 212          | 227          | 6      | 3      | 3      | 388    | 422    | -34    |
| Coppa Italia        |       | 1       | 1       | 0       | 76      | 59      | 2            | 1            | 1            | 122          | 149          | 3      | 2      | 1      | 198    | 208    | -10    |
| EuroCup             | 11    | 5       | 3       | 2       | 314     | 292     | 5            | 4            | 1            | 310          | 263          | 10     | 7      | 3      | 624    | 555    | +69    |
| Supercoppa italiana |       | -       | -       | -       | -       | -       | 1            | 0            | 1            | 66           | 67           | 1      | 0      | 1      | 66     | 67     | -1     |
| Totale              | 41    | 19      | 13      | 6       | 1256    | 1121    | 23           | 14           | 9            | 1427         | 1410         | 42     | 27     | 15     | 2683   | 2531   | +152   |

### Andamento in campionato
| Giornata  | 1 | 2 | 3 | 4 | 5 | 6 | 7 | 8 | 9 | 10 | 11 | 12 | 13 | 14 | 15 | 16 | 17 | 18 | 19 | 20 | 21 | 22 |
| --------- | - | - | - | - | - | - | - | - | - | -- | -- | -- | -- | -- | -- | -- | -- | -- | -- | -- | -- | -- |
| Luogo     | T | C | T | C | T | C | C | T | C | T  | C  | T  | T  | C  | T  | C  | T  | T  | C  | T  | C  | T  |
| Risultato | V | V | P | P | P | V | V | P | V | V  | V  | V  | P  | V  | P  | P  | V  | V  | V  | V  | V  | V  |
| Posizione | 3 | 1 | 4 | 5 | 6 | 6 | 5 | 6 | 5 | 5  | 5  | 5  | 5  | 5  | 6  | 6  | 6  | 6  | 6  | 5  | 5  | 5  |

Legenda:

Luogo: C = Casa; T = Trasferta. Risultato: V = Vittoria; N = Pareggio; P = Sconfitta.

### Statistiche delle giocatrici
Campionato (stagione regolare e play-off), Coppa Italia e Supercoppa
| Giocatrice         | Partite | Partite | Partite | Pun | Min. | Falli | Falli | Tiri da 2 | Tiri da 2 | Tiri da 2 | Tiri da 3 | Tiri da 3 | Tiri da 3 | Tiri Liberi | Tiri Liberi | Tiri Liberi | Rimbalzi | Rimbalzi | Rimbalzi | Stopp. | Stopp. | Palle | Palle | Ass | Val. | Val.  | A+dP |
| Giocatrice         | Pr      | PG      | SF      | Pun | Min. | C     | S     | R         | T         | %         | R         | T         | %         | R           | T           | %           | O        | D        | T        | D      | S      | P     | R     | Ass | Lega | OER   | A+dP |
| ------------------ | ------- | ------- | ------- | --- | ---- | ----- | ----- | --------- | --------- | --------- | --------- | --------- | --------- | ----------- | ----------- | ----------- | -------- | -------- | -------- | ------ | ------ | ----- | ----- | --- | ---- | ----- | ---- |
| Astou Ndour        | 29      | 29      | 26      | 407 | 850  | 72    | 69    | 136       | 250       | 54,4      | 27        | 68        | 39,7      | 54          | 77          | 70,1        | 57       | 171      | 228      | 31     | 7      | 63    | 34    | 10  | 459  | 12,17 | -19  |
| Chiara Consolini   | 32      | 32      | 27      | 357 | 938  | 65    | 89    | 100       | 263       | 38,0      | 35        | 106       | 33,0      | 52          | 74          | 70,3        | 16       | 86       | 102      | 14     | 2      | 67    | 40    | 65  | 277  | 10,75 | 38   |
| Julie Anita Vanloo | 31      | 31      | 31      | 303 | 925  | 81    | 71    | 33        | 81        | 40,7      | 63        | 200       | 31,5      | 48          | 59          | 81,4        | 9        | 69       | 78       | 4      | 1      | 70    | 50    | 88  | 246  | 11,73 | 68   |
| Gaia Gorini        | 32      | 32      | 12      | 210 | 727  | 44    | 105   | 69        | 145       | 47,6      | 8         | 35        | 22,9      | 48          | 73          | 65,8        | 19       | 88       | 107      | 1      | 5      | 94    | 41    | 74  | 267  | 10,94 | 21   |
| Laura Spreafico    | 31      | 30      | 18      | 205 | 605  | 56    | 40    | 28        | 61        | 45,9      | 42        | 116       | 36,2      | 23          | 35          | 65,7        | 12       | 25       | 37       | 1      | 5      | 41    | 26    | 18  | 106  | 13,68 | 3    |
| Alessandra Formica | 32      | 32      | 11      | 171 | 627  | 57    | 72    | 58        | 128       | 45,3      | 1         | 7         | 14,3      | 52          | 71          | 73,2        | 36       | 93       | 129      | 1      | 4      | 50    | 16    | 28  | 211  | 14,93 | -6   |
| Erlana Larkins     | 15      | 15      | 15      | 165 | 491  | 34    | 35    | 73        | 127       | 57,5      |           |           |           | 19          | 27          | 70,4        | 50       | 118      | 168      | 3      | 3      | 50    | 32    | 19  | 273  | 9,90  | 1    |
| Laura Nicholls     | 19      | 16      | 15      | 106 | 415  | 37    | 36    | 32        | 89        | 36,0      | 5         | 29        | 17,2      | 27          | 32          | 84,4        | 18       | 81       | 99       | 6      | 2      | 24    | 29    | 29  | 156  | 10,16 | 34   |
| Benedetta Bagnara  | 23      | 19      | 2       | 54  | 274  | 34    | 21    | 7         | 19        | 36,8      | 10        | 32        | 31,2      | 10          | 17          | 58,8        | 6        | 14       | 20       |        | 2      | 13    | 13    | 14  | 32   | 28,94 | 14   |
| Federica Brunetti  | 32      | 19      |         | 37  | 191  | 17    | 10    | 15        | 37        | 40,5      |           |           |           | 7           | 14          | 50,0        | 15       | 28       | 43       | 6      | 1      | 8     | 12    | 5   | 58   | 4,47  | 9    |
| Lia Valerio        | 31      | 30      | 3       | 35  | 345  | 17    | 13    | 9         | 25        | 36,0      | 4         | 8         | 50,0      | 5           | 6           | 83,3        | 6        | 23       | 29       | 1      |        | 17    | 9     | 18  | 50   | 0,44  | 10   |
| Giulia Bongiorno   | 17      | 4       |         | 7   | 27   | 4     | 1     | 3         | 5         | 60,0      | 0         | 1         | 0,0       | 1           | 2           | 50,0        | 1        |          | 1        |        |        | 4     | 1     | 2   |      | 0,09  | -1   |
| Giorgia Rimi       | 14      | 3       |         | 2   | 10   | 1     |       | 1         | 1         | 100,0     |           |           |           |             |             |             |          |          |          |        |        |       |       |     | 1    | 0,14  |      |
| Sharon Baglieri    | 1       |         |         |     |      |       |       |           |           |           |           |           |           |             |             |             |          |          |          |        |        |       |       |     |      | 0,00  |      |

- Eurocoppa: stagione regolare e play-off

| Giocatrice         | Partite | Partite | Partite | Pun | Min. | Falli C | Tiri da 2 | Tiri da 2 | Tiri da 2 | Tiri da 3 | Tiri da 3 | Tiri da 3 | Tiri Liberi | Tiri Liberi | Tiri Liberi | Rimbalzi | Rimbalzi | Rimbalzi | Stopp. D | Palle | Palle | Ass | +/- | Ef  |
| Giocatrice         | Pr      | PG      | SF      | Pun | Min. | Falli C | R         | T         | %         | R         | T         | %         | R           | T           | %           | O        | D        | T        | Stopp. D | P     | R     | Ass | +/- | Ef  |
| ------------------ | ------- | ------- | ------- | --- | ---- | ------- | --------- | --------- | --------- | --------- | --------- | --------- | ----------- | ----------- | ----------- | -------- | -------- | -------- | -------- | ----- | ----- | --- | --- | --- |
| Astou Ndour        | 10      | 10      | 9       | 147 | 301  | 20      | 47        | 96        | 49,0      | 9         | 30        | 30,0      | 26          | 37          | 70,3        | 18       | 62       | 80       | 13       | 11    | 13    | 6   | 42  | 167 |
| Julie Anita Vanloo | 10      | 10      | 10      | 103 | 300  | 17      | 16        | 36        | 44,4      | 21        | 58        | 36,2      | 8           | 9           | 88,9        | 4        | 20       | 24       | 0        | 24    | 7     | 37  | 38  | 89  |
| Chiara Consolini   | 10      | 10      | 7       | 94  | 275  | 23      | 38        | 89        | 42,7      | 4         | 22        | 18,2      | 6           | 10          | 60,0        | 9        | 18       | 27       | 7        | 13    | 9     | 21  | 41  | 72  |
| Gaia Gorini        | 10      | 10      | 5       | 78  | 262  | 15      | 24        | 61        | 39,3      | 4         | 11        | 36,4      | 18          | 27          | 66,7        | 8        | 31       | 39       | 1        | 22    | 11    | 21  | 41  | 75  |
| Laura Nicholls     | 9       | 8       | 8       | 63  | 233  | 17      | 23        | 53        | 43,4      | 1         | 10        | 10,0      | 14          | 22          | 63,6        | 17       | 45       | 62       | 8        | 12    | 7     | 9   | 31  | 90  |
| Laura Spreafico    | 8       | 7       | 4       | 48  | 173  | 18      | 9         | 18        | 50,0      | 10        | 33        | 30,3      |             |             |             | 5        | 5        | 10       | 1        | 12    | 11    | 4   | 59  | 30  |
| Alessandra Formica | 10      | 10      | 2       | 39  | 169  | 19      | 17        | 48        | 35,4      | 0         | 2         | 0,0       | 5           | 5           | 100,0       | 14       | 22       | 36       | 0        | 14    | 6     | 2   | 46  | 36  |
| Erlana Larkins     | 4       | 4       | 3       | 38  | 94   | 7       | 13        | 24        | 54,2      | 0         | 1         | 0,0       | 12          | 15          | 80,0        | 12       | 23       | 35       | 0        | 8     | 4     | 14  | 20  | 68  |
| Federica Brunetti  | 10      | 6       |         | 5   | 55   | 7       | 2         | 14        | 14,3      |           |           |           | 1           | 2           | 50,0        | 2        | 9        | 11       | 0        | 4     | 3     | 0   | -8  | 2   |
| Benedetta Bagnara  | 5       | 2       |         | 5   | 21   | 2       | 0         | 1         | 0,0       | 1         | 2         | 50,0      | 2           | 2           | 100,0       | 0        | 1        | 1        | 0        | 0     | 1     | 1   | 15  | 6   |
| Lia Valerio        | 10      | 9       | 2       | 4   | 104  | 4       | 1         | 10        | 10,0      | 0         | 2         | 0,0       | 2           | 2           | 100,0       | 10       | 8        | 18       | 6        | 6     | 4     | 7   | 15  | 22  |
| Giulia Bongiorno   | 6       | 2       |         | 0   | 11   |         |           |           |           | 0         | 1         | 0,0       |             |             |             |          |          |          |          |       |       | 2   | 5   | 1   |
| Giorgia Rimi       | 6       | 1       |         | 0   | 1    |         |           |           |           |           |           |           |             |             |             |          |          |          |          |       |       |     | 0   | 0   |
| Totale             | Totale  | Totale  | Totale  | 624 |      |         | 190       | 450       | 42,2      | 50        | 172       | 29,1      | 94          | 131         | 71,8        |          |          |          |          |       |       |     |     |     |